# Batman: Caped Crusader
Batman: Caped Crusader är en amerikansk animerad TV-serie som hade premiär på Prime Video den 1 augusti 2024, baserad på DC Comics karaktär Batman. Serien är skapad av Bob Kane, och första säsongen består av 11 avsnitt.

## Handling
Filmen kretsar kring Bruce Wayne som efter en familjetragedi förvandlas till Batman där hans kamp för rättvisa får oförutsedda konsekvenser.

## Rollista (i urval)

### Engelska originalröster
- Hamish Linklater – Bruce Wayne / Batman
- Jason Watkins – Alfred Pennyworth
- Eric Morgan Stuart – James "Jim" Gordon
- Krystal Joy Brown – Barbara Gordon
- John DiMaggio – Harvey Bullock
- Gary Anthony Williams – Arnold Flass
- Michelle C. Bonilla – Renee Montoya
- Jamie Chung – Dr. Harleen Quinzel / Harley Quinn
- Diedrich Bader – Harvey Dent / Two-Face
- Bumper Robinson – Lucius Fox
- Tom Kenny – Joe Rigger / Firebug, Eel O'Brien
- Cedric Yarbrough – Rupert Thorne, Waylon Jones, Linton Midnite
- Roger Craig Smith – Jim Corrigan, Floyd Lawton
- Grey DeLisle – Julie Madison, Lois Lane
- Christina Ricci – Selina Kyle / Catwoman
- Minnie Driver – Oswalda Cobblepot / Penguin